# محمد بن محمد الروداني
محمد بن محمد الروداني (بالإنجليزية: Mohammed al-Rudani)‏ (و. 1627 – 1683 م) هو عالم فلك 
توفي عن عمر يناهز 56 عاماً.